# 美國國務院領事事務局
领事事务局（英語：Bureau of Consular Affairs），简称领务局，是下属于美国国务院的一个机构，负责管理有关领事服务、移民相关法律法规。